# Naturschutzgebiet Egelsberg
Koordinaten: 51° 23′ 17″ N, 6° 35′ 5″ O

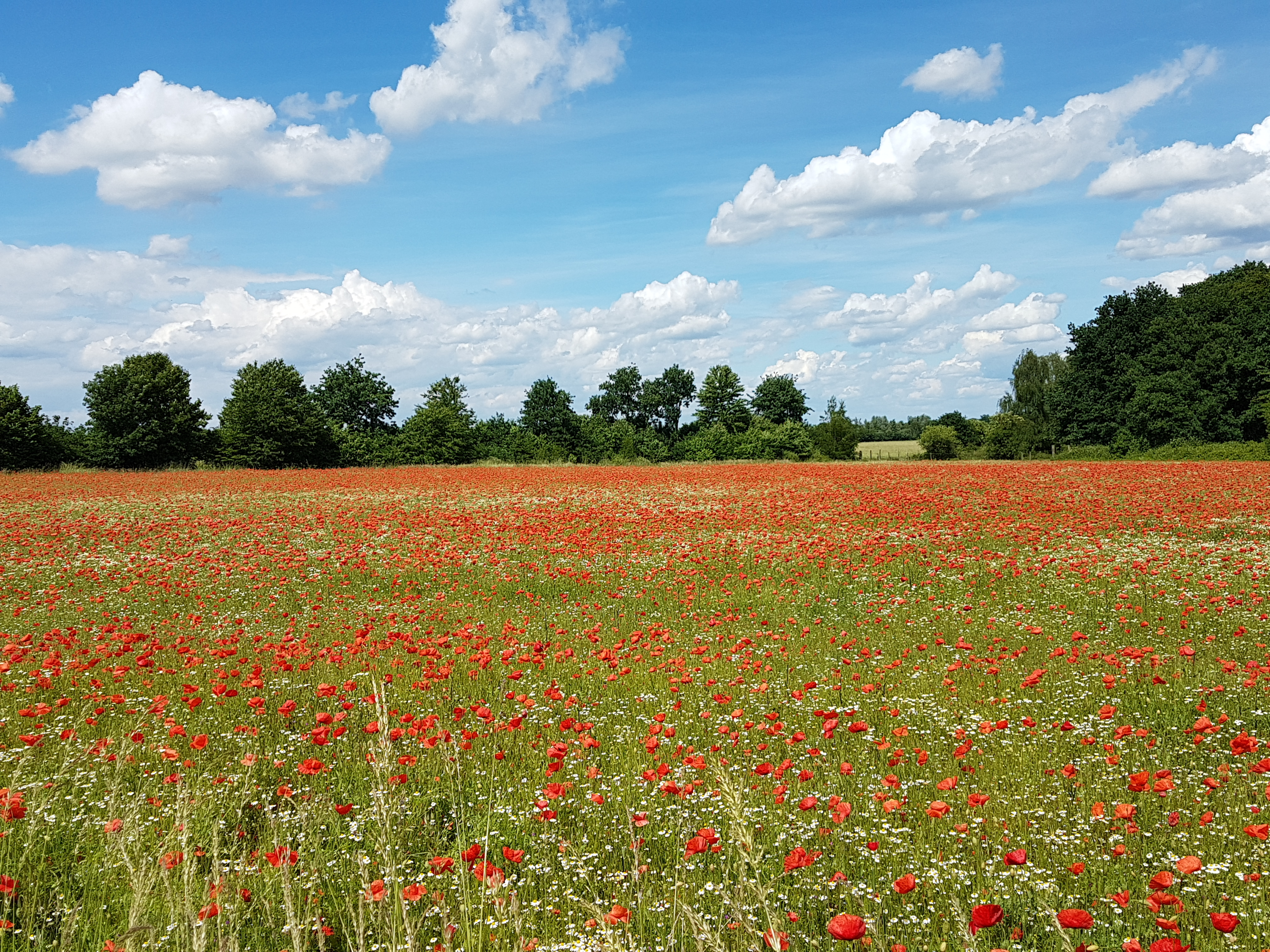
Mohnfeld im Naturschutzgebiet Egelsberg (Juni 2017)

Das Naturschutzgebiet Egelsberg liegt auf dem Gebiet der kreisfreien Stadt Krefeld in Nordrhein-Westfalen. 
Das Gebiet erstreckt sich südöstlich von Niep, einem Stadtteil von Neukirchen-Vluyn im Kreis Wesel, nördlich der Kernstadt von Krefeld und nordwestlich des Krefelder Stadtteils Traar. Westlich des Gebietes fließt die Niep, eine verlandete Altstromrinne des Rheines, und verläuft die Landesstraße L 475. Östlich verlaufen die L 9 und die A 57. Westlich erstrecken sich das 422,1 ha große Naturschutzgebiet (NSG) Hülser Bruch und das 32,0 ha große NSG Niepkuhlen und nördlich das 4,6 ha große NSG Nieder Heide am Egelsberg. Südlich liegt der Flugplatz Krefeld-Egelsberg.

## Bedeutung
Das etwa 68,9 ha große Gebiet wurde im Jahr 1988 unter der Schlüsselnummer KR-004 unter Naturschutz gestellt. Schutzziele sind  	
- die Erhaltung eines Gehölzstreifens in der ansonsten strukturarmen Ackerlandschaft als Lebensraum heimischer Tiere und als Trittstein- und Vernetzungsbiotop,
- der Erhalt eines Moränenrestes als geowissenschaftliches Objekt,
- der Aufbau standortgerechter Gehölze auf den gestörten Flächen,
- die Sicherung und Entwicklung des Froschkraut-Vorkommens und
- die Erhaltung und Entwicklung des extensiv genutzten Grünlandes (Sandmagerrasen), der Heideflächen (teilweise mit Borstgras), der Heideweiher und des Birken-Bruchwaldes zur Sicherung gefährdeter Pflanzengesellschaften bzw. seltener Tier- und Pflanzenarten.[3]